# Lewoawang
Lewoawang is een bestuurslaag in het regentschap Flores Timur van de provincie Oost-Nusa Tenggara, Indonesië. Lewoawang telt 1157 inwoners (volkstelling 2010).